# Mesochorus lacassus
Mesochorus lacassus är en stekelart som beskrevs av Schwenke 1999. Mesochorus lacassus ingår i släktet Mesochorus och familjen brokparasitsteklar. Inga underarter finns listade i Catalogue of Life.